# Escudo del Territorio Británico en el Océano Índico
El escudo de armas del Territorio Británico del Océano Índico fue aprobado en el año 1990.
En este escudo figura, en un campo de azur, una palmera de oro situada detrás de la Corona de San Eduardo (que es la que usa el monarca del Reino Unido) representada con el mismo metal (color). En la punta del escudo aparecen representadas ondas de plata. En una franja situada en el jefe aparece colocada la bandera del Reino Unido, “Union Jack”.
Los elementos del escudo están sujetos por dos tortugas, símbolos de la vida natural del territorio.
Timbra el escudo una corona de plata y una cimera con forma de torre sobre la que ondea la bandera del territorio.
En la parte inferior del escudo de armas aparece, escrito en una cinta, el lema: “In tutela nostra Limuria” ("Nos hacemos cargo de Lemuria")